# Nicky Degrendele
Nicky Degrendele (Knokke-Heist, 11 de octubre de 1996) es una deportista belga que compite en ciclismo en la modalidad de pista, especialista en la prueba de keirin.
Ganó dos medallas en el Campeonato Mundial de Ciclismo en Pista, oro en 2018 y bronce en 2017, y dos medallas de plata en el Campeonato Europeo de Ciclismo en Pista, en los años 2016 y 2018.

## Medallero internacional
| Campeonato Mundial | Campeonato Mundial       | Campeonato Mundial | Campeonato Mundial |
| Año                | Lugar                    | Medalla            | Competición        |
| ------------------ | ------------------------ | ------------------ | ------------------ |
| 2017               | Hong Kong (China)        | Medalla de bronce  | Keirin             |
| 2018               | Apeldoorn (Países Bajos) | Medalla de oro     | Keirin             |
| Campeonato Europeo |                          |                    |                    |
| Año                | Lugar                    | Medalla            | Competición        |
| 2016               | Saint-Quentin (Francia)  | Medalla de plata   | Keirin             |
| 2018               | Glasgow (Reino Unido)    | Medalla de plata   | Keirin             |